# Under a Blood Red Sky
Az Under a Blood Red Sky a U2 koncertfelvételeket tartalmazó lemeze, amely mellett (vele egy időben) egy koncertvideót is kiadtak. A két anyag némileg eltér egymástól: a lemez felvételei három koncerten készültek, a videó egyetlen helyszínen (a denveri Red Rocks Amphitheatre-ben). (Ugyanakkor az albumon is az „élőben Red Rocksból” felirat olvasható.)
A cím a War-on megjelent New Year's Day egyik sorából származik.

## Dalok

### Az albumon
1. Gloria (4:45)
2. 11 O'Clock Tick Tock (4:43)
3. I Will Follow (3:47)
4. Party Girl (3:08)
5. Sunday Bloody Sunday (5:17)
6. The Cry / The Electric Co. / Send in the Clowns (5:23)
7. New Year's Day (4:36)
8. 40 (3:43)

A felvételek helyszínei és időpontjai: Denver (Colorado, USA), 1983. június 5. (Gloria, Party Girl) – Boston (Massachusetts, USA), 1983. május 6. (11 O'Clock Tick Tock; ez az egyetlen hivatalos album, amin szerepel ez a dal, amely korábban egy 1980. májusi kislemezen jelent meg, ill. egyes koncerteken hangzott el) – St. Goarshausen (Németország), 1983. augusztus 20. (az összes többi dal).

### A videón
1. Surrender
2. Seconds
3. Sunday Bloody Sunday
4. The Cry / The Electric Co. / Send in the Clowns
5. October
6. New Year's Day
7. I Threw a Brick Through a Window
8. A Day Without Me
9. Gloria
10. Party Girl
11. 11 O'Clock Tick Tock
12. I Will Follow
13. 40

A felvételek a denveri Red Rocks Amphitheatre-ben készültek, 1983. június 5-én.
Jogi okok miatt a Send in the Clownsból a lemez bizonyos kiadásaiban csak részletek szerepelnek, a videó bizonyos kiadásaiból pedig teljesen kimaradt. A szövegét Stephen Sondheim, a West Side Story dalszövegírója írta.

## Előadók
- Bono – ének
- The Edge – gitár, ének
- Adam Clayton – basszusgitár
- Larry Mullen, Jr. – dob

## Külső hivatkozások
- U2 Wanderer diszkográfia
- U2 Wanderer videográfia